# NŠ Mura Murska Sobota
Nogometna šola "Mura" (NŠ Mura; NŠ Mura Murska Sobota; Mura) je nogometni klub iz Murske Sobote, Pomurje, Republika Slovenija. 
 
U sezoni 2019./20. klub je član "Prve Lige Telekom Slovenije".

## O klubu
"NŠ Mura" je osnovana 2012. godine kao zaseban klub pri klubu "Mura 05" (koji je nastao 2005. godine nakon gašenja dotadašnjeg kluba "Mura"), koja 2013. godine dživljava financijske teškoće te se gasi, te "NŠ Mura" od sezone 2013./14. počinje s ligaškim nastupanjem u 1. MNL Murska Sobota, u kojoj su doprvaci. Od sezone 2014./15. do sezone 2016./17. su članovi 3. slovenske lige - Istok (Vzhod), te ulaze u 2. slovensku ligu, koju u sezoni 2017./18. osvajaju, pa postaju članovi 1. slovenske lige (Telekom PrvaLiga). U prvoj sezoni kao prvoligaš, 2018./19., osvajaju 4. mjesto, te u sezoni 2019./20. nastupaju u kvaifikacijama za Europsku ligu. U sezoni 2019./20. "NŠ Mura" - osvaja i svoj prvi nacionalni trofej - Kup Slovenije. 

## Stadion
"NŠ Mura" nastupa na stadionu naziva "Fazenarija". 

## Uspjesi
2. slovenska liga
- prvak: 2017./18.

3. slovenska liga - Istok
- doprvak: 2014./15., 2016./17.

1. MNL Murska Sobota
- doprvak: 2013./14.

Kup Slovenije
- pobjednik: 2019./20.

Kup MNZ Murska Sobota
- pobjednik: 2016./17., 2017./18.
- Prvaci Prve Slovenske Lige 2020./21.

## Pregled plasmana
| sezona    | rang lige | liga                      | poz.    | klubova u ligi | ut      | pob     | ner     | por     | gol+    | gol-    | bod     | napomene | izvori      |
| NŠ Mura   | NŠ Mura   | NŠ Mura                   | NŠ Mura | NŠ Mura        | NŠ Mura | NŠ Mura | NŠ Mura | NŠ Mura | NŠ Mura | NŠ Mura | NŠ Mura | NŠ Mura  | NŠ Mura     |
| --------- | --------- | ------------------------- | ------- | -------------- | ------- | ------- | ------- | ------- | ------- | ------- | ------- | -------- | ----------- |
| 2013./14. | IV.       | 1. MNL Murska Sobota      | 2.      | 14             | 26      | 15      | 7       | 4       | 54      | 22      | 52      |          | [ 1 ]       |
| 2014./15. | III.      | 3. slovenska liga - Istok | 3.      | 14             | 26      | 15      | 3       | 8       | 54      | 28      | 48      |          | [ 2 ] [ 3 ] |
| 2015./16. | III.      | 3. slovenska liga - Istok | 2.      | 14             | 26      | 18      | 3       | 5       | 66      | 15      | 57      |          | [ 4 ]       |
| 2016./17. | III.      | 3. slovenska liga - Istok | 2.      | 14             | 26      | 20      | 3       | 3       | 100     | 17      | 63      |          | [ 5 ]       |
| 2017./18. | II.       | 2. slovenska liga         | 1.      | 16             | 30      | 23      | 3       | 4       | 86      | 22      | 72      |          | [ 6 ]       |
| 2018./19. | I.        | 1. slovenska liga         | 4.      | 10             | 36      | 13      | 13      | 10      | 53      | 37      | 32      |          | [ 7 ]       |
| 2019./20. | I.        | 1. slovenska liga         | 4.      | 10             | 36      | 14      | 14      | 8       | 54      | 42      | 56      |          | [ 8 ]       |
| 2020./21. | I.        | 1. slovenska liga         |         | 10             |         |         |         |         |         |         |         |          |             |
|           |           |                           |         |                |         |         |         |         |         |         |         |          |             |
|           |           |                           |         |                |         |         |         |         |         |         |         |          |             |

## Vanjske poveznice
- (slov.) nsmura.si, službene stranice
- Nogometna šola MURA, facebook stranica
- (slov.) mnzveza-ms.si, MNZ Murska Sobota, Društvo NŠ MURA
- (slov.) prvaliga.si, NŠ Mura (1. SNL)
- (slov.) nzs.si, NŠ Mura (2. SNL)
- (slov.) nzs.si, NŠ Mura (3. SNL Vzhod)
- (slov.) nzs.si, NŠ Mura (Pokal Slovenije)
- (engl.) worldfootball.net, NŠ Mura
- (engl.) globalsportsarchive.com, NŠ Mura
- (engl.) int.soccerway.com, NŠ Mura
- (engl.) uefa.com, NS Mura
- (engl.) transfermarkt.com, NS Mura